# Kot amerykański krótkowłosy

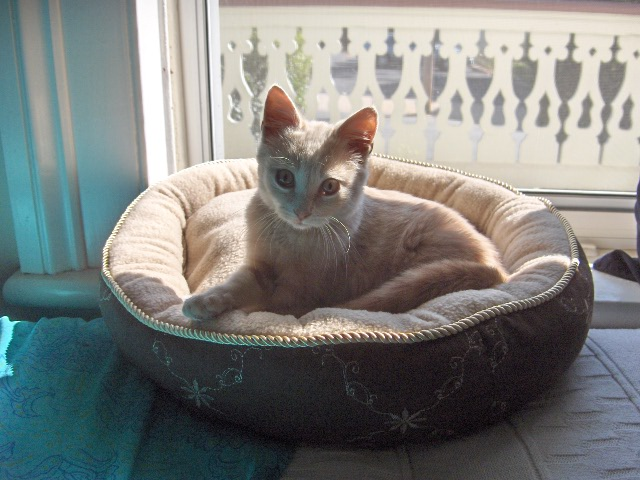
Kocię amerykańskiego kota krótkowłosego

Kot amerykański krótkowłosy – naturalna rasa kota wywodząca się z Ameryki Północnej. Jej przedstawiciele charakteryzują się masywną, silną sylwetką, grubą i gęstą sierścią, a także przyjacielskim usposobieniem. Popularność rasa ta zyskała dopiero po II wojnie światowej. Koty te są hodowane najczęściej w Stanach Zjednoczonych oraz Japonii, natomiast znacznie rzadziej w Europie ze względu na obecność tutejszych krewniaków.

## Historia
Za przodków tej rasy uważa się europejskie koty, które przybyły do Ameryki w XVII wieku wraz z pierwszymi osadnikami. Źródła podają, że wśród załogi angielskiego żaglowca Mayflower znajdował się „krótkowłosy, wielokolorowy kot” (choć w rzeczywistości musiała być tam co najmniej para, gdyż wkrótce narodziły się pręgowane kocięta). Zwierzęta te w czasie podróży miały za zadanie zapobiegać rozprzestrzenianiu się szczurów i innych gryzoni – początkowo na pokładzie statków, na których płynęły, a później na farmach i w miastach. Wraz z początkiem XVIII wieku koty amerykańskie krótkowłose stały się elementem nie tylko gospodarstw domowych, ale także urzędów pocztowych, gdzie uniemożliwiały gryzoniom niszczenie korespondencji.
Przez wiele lat amerykański kot krótkowłosy nosił miano pospolitego dachowca i był lekceważony przez hodowców. Dopiero w XX wieku, gdy do Ameryki zaczęły napływać nowe, zagraniczne rasy kotów i w wyniku krzyżowania ich z rodzimymi osobnikami powstały mioty kociąt o odmiennym usposobieniu i wyglądzie niż dobrze znany kot amerykański, hodowcy postanowili rozpocząć hodowlę krajowej rasy w celu zachowania jej czystości (głównie pod względem usposobienia, wyglądu, długości futra, wzoru i koloru sierści). Główny problem stanowiło odróżnienie osobników wyhodowanych z zachowaniem wszelkich standardów od zwykłych dachowców, gdyż różnice niejednokrotnie były znikome. Cechy amerykańskiego kota krótkowłosego uwypukliły się dopiero w kolejnych pokoleniach, ponieważ rozmnażano osobniki tak, by wzmocnić i ugruntować charakterystyczne atrybuty tej rasy (wśród kotów żyjących na wolności zjawisko takie nie jest obserwowane).
Pierwotnie przedstawicieli amerykańskich kotów krótkowłosych nazywano po prostu „krótkowłosymi”. Według zapisków z pierwszej amerykańskiej wystawy, która odbyła się w 1895 roku w Madison Square Garden w Nowym Jorku, w pokazie wzięło udział 46 osobników tej rasy. Rok później jeden z kotów został wystawiony na sprzedaż za 2500 USD. Krótkowłose koty były jedną z pierwszych pięciu ras, które w 1906 roku uznało i zarejestrowało The Cat Fanciers’ Association (CFA). Pomimo że jest to rasa wywodząca się z Ameryki Północnej, jej pierwszym zarejestrowanym przez CFA przedstawicielem (i jednocześnie oficjalnym championem) był urodzony w 1900 roku w Wielkiej Brytanii rudy, pręgowany kocur o imieniu Bell of Bradford. Po sprowadzeniu go do USA, przez dziewięć lat brał udział w różnych wystawach i tylko raz nie odniósł zwycięstwa.
W celu wyraźnego rozróżnienia kotów krótkowłosych na te sprowadzane z Wielkiej Brytanii oraz te wyhodowane w Ameryce, dokonano zmiany nazwy rasy z „krótkowłose” na „rodzime krótkowłose” (lub „krajowe krótkowłose”). Nie doprowadziło to jednak do dokonania wyraźnego rozgraniczenia w świadomości Amerykanów, dlatego też w 1965 lub 1966 roku oficjalnie przyjęto nazwę „amerykański krótkowłosy”.

## Wygląd

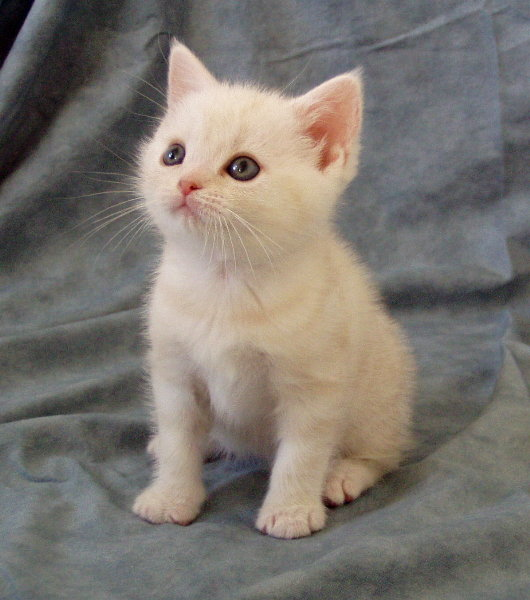
Sześciotygodniowe kocię amerykańskiego kota krótkowłosego

Budowa ogólnaAmerykański kot krótkowłosy jest zaliczany do średnich i dużych, waży od 7 do 14 kg. Ze względu na surowe warunki w jakich rozwijała się ta rasa, ich ciało jest muskularne, silne i atletyczne, charakteryzuje się mocnym, szerokim tułowiem i prostym grzbietem. W jego budowie nie wyróżnia się skrajności, są to koty proporcjonalne.
GłowaSzeroka i okrągła, nieco dłuższa niż szersza, charakteryzująca się mocną żuchwą i dobrze rozwiniętymi kośćmi policzkowymi. W ogólnym wrażeniu mordka wydaje się nieco kanciasta, posiada wyraźne poduszeczki z wibrysami, a jej profil jest widocznie zakrzywiony. Nos średni, charakteryzujący się jednakową szerokością na całej długości, z wyjątkiem niewielkiego przełomu u nasady. Szyja, podobnie jak całe ciało, jest muskularna i solidna.
UszyPodłużne, średniej wielkości, zaokrąglone przy końcach. Mają dosyć szeroki rozstaw, są otwarte i ustawione pionowo.
OczyDuże, okrągłe, ustawione delikatnie pod skosem ku zewnętrznej stronie. Ich kolor zależny jest od umaszczenia kota i może przyjmować barwy: miedzianą, zieloną, niebieską, a także złotą. Osobniki ze srebrnym umaszczeniem powinny mieć oczy zielone, natomiast z czekoladowym – złote.
NogiŚredniej długości, mocne, z zaokrąglonymi łapami.
OgonŚredniej długości, gruby u nasady, lecz lekko zwężający się ku okrągłemu zakończeniu.
Futro i umaszczenieSierść jest krótka, gęsta i nieco szorstka, powinna błyszczeć. Wyróżnia się różne odmiany kolorystyczne: jednobarwne, wielobarwne, szylkretowe oraz pręgowane. Najczęściej hoduje się osobniki o ubarwieniu srebrzystym lub tabby, natomiast najbardziej pożądane są koty srebrzyste tabby z czarnym umaszczeniem pręgów na srebrzystobiałym tle. Można także spotkać odmiany czekoladowe, cynamonowe, liliowe oraz płowe. W ubarwieniu amerykańskich kotów krótkowłosych wszelkie ilości białego koloru są dozwolone. W ostatnich latach najcenniejsze, z punktu widzenia hodowcy, stają się koty szynszylowe i srebrzyste cieniowane.

## Charakter

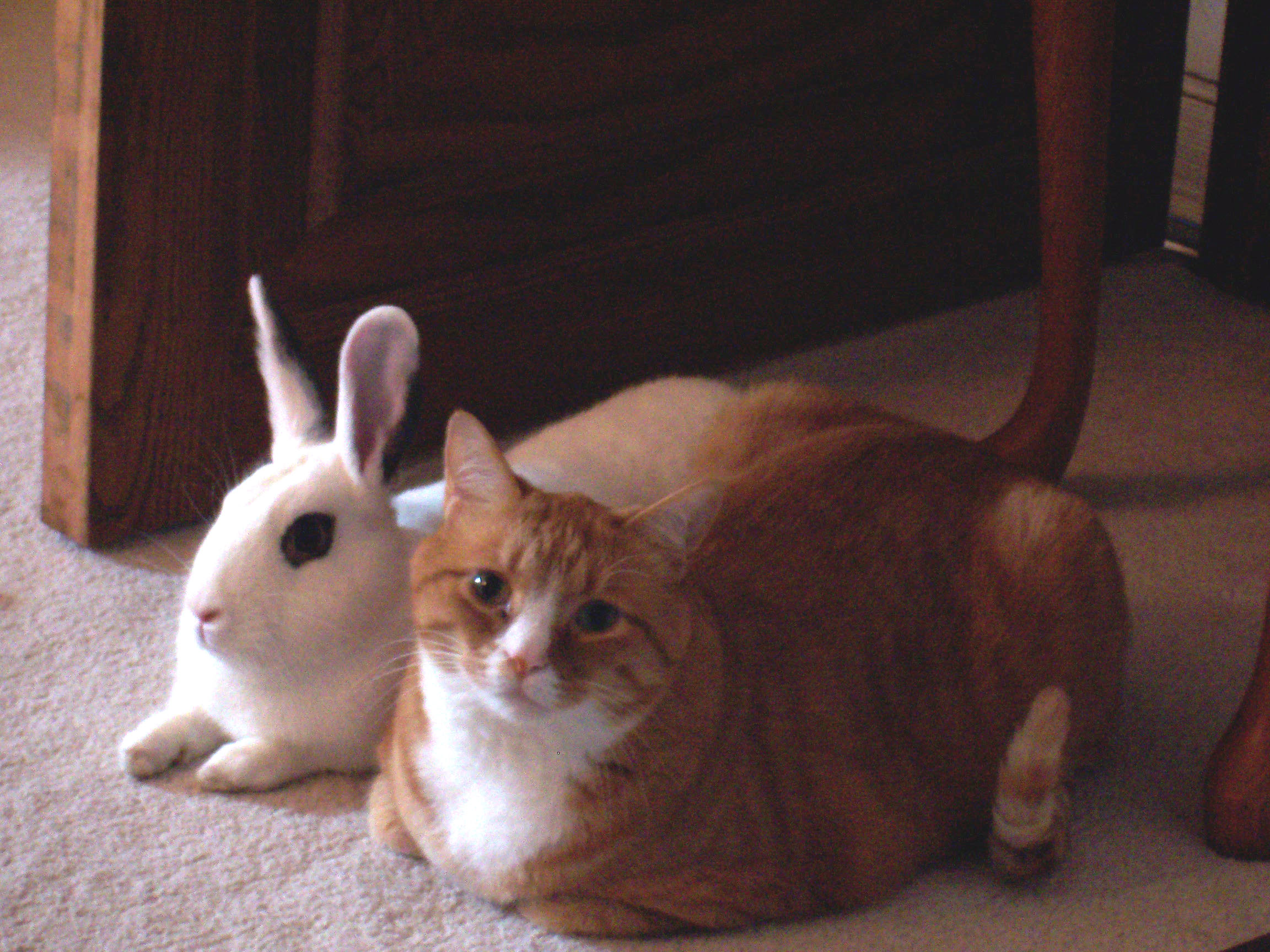
Amerykański kot krótkowłosy w przyjacielskiej relacji z królikiem

Koty tej rasy mają bardzo spokojne, przyjacielskie usposobienie. Łatwo nawiązują kontakt nie tylko z ludźmi, ale także innymi zwierzętami domowymi. Są bystre, inteligentne i ciekawe otaczającego je świata, polują gdy tylko mają ku temu okazję. Miauczą rzadko i mało barwnie. Potrafią same organizować sobie zabawę, choć bardzo dobrze czują się też w towarzystwie człowieka. Nie są to koty wymagające, jednak nie należy pozostawiać ich samych na dłuższy czas, gdyż mogą popaść w depresję.

## Zdrowie i pielęgnacja
Poza sporadycznym szczotkowaniem, mającym na celu usunięcie martwych włosów, ich futro nie wymaga specjalnej pielęgnacji. Ta amerykańska rasa cechuje się dobrym zdrowiem, jej przedstawiciele dożywają wielu lat. Są to koty krzepkie, a utrzymanie dobrej kondycji nie sprawia im problemu. Osobniki w wieku średnim i starsze wykazują podwyższone ryzyko zachorowania na kardiomiopatię przerostową (HCM), do której rasa ta jest predysponowana.